# Srijedska (rijeka)
Srijedska je hrvatska rječica u Bjelovarsko-bilogorskoj županiji, lijeva pritoka Česme. Izvire ispod Moslavačke gore, kod Donje Petričke. Duga je 12,6 km. Naselje Srijedska dobilo je ime po rijeci.
Prolazi kroz sljedeća naselja: Donja Petrička, Berek, Babinac, Srijedska i Stara Plošćica.